# Dorfkirche Leizen

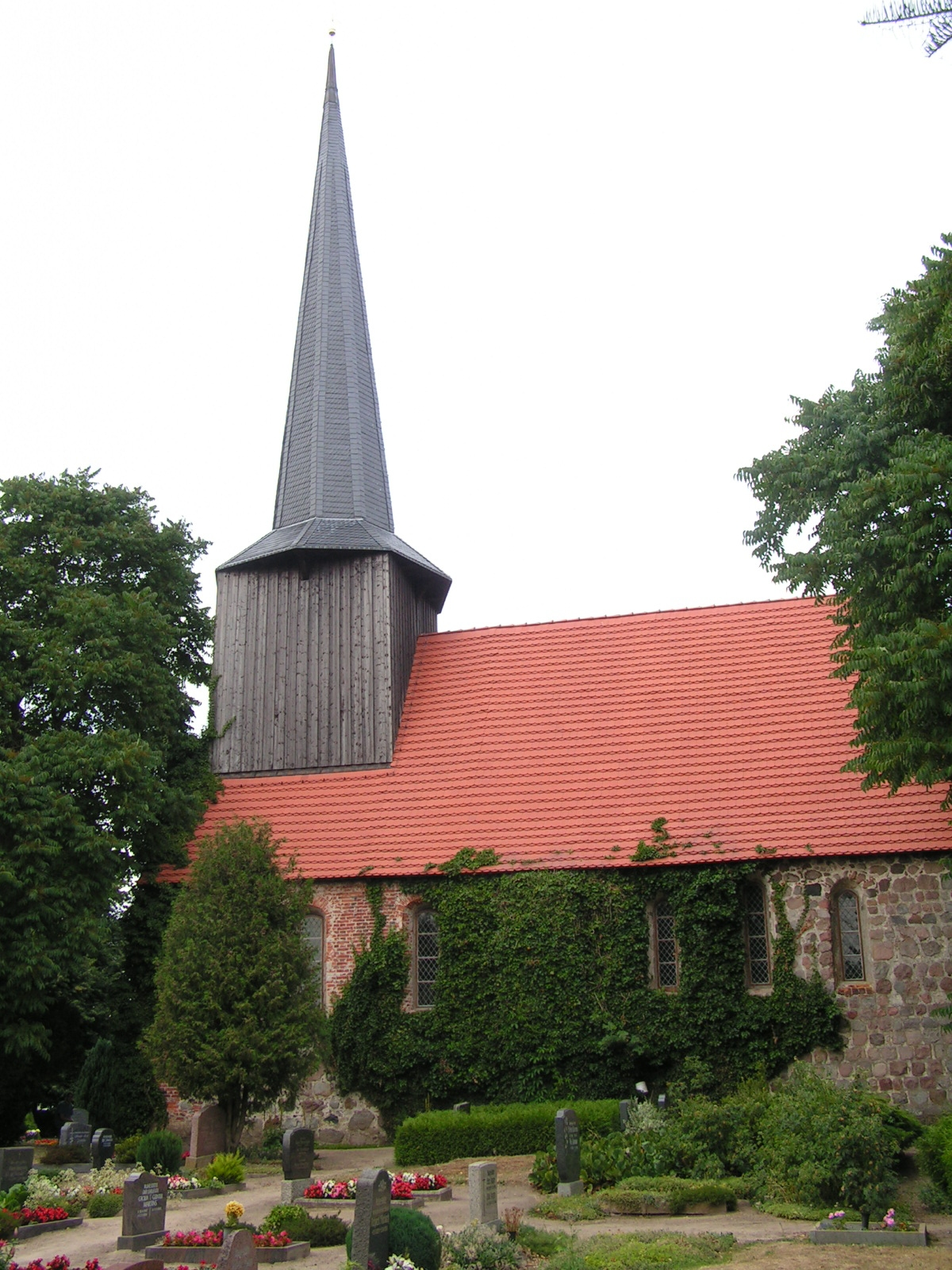
Dorfkirche Leizen

Die Dorfkirche ist ein denkmalgeschütztes Kirchengebäude in Leizen, einer Gemeinde im Landkreis Mecklenburgische Seenplatte (Mecklenburg-Vorpommern). Sie gehört zur Propstei Neustrelitz der Evangelisch-Lutherischen Kirche in Norddeutschland (Nordkirche).

## Geschichte und Architektur
Die rechteckige, flachgedeckte Saalkirche wurde gegen Ende des 13. Jahrhunderts in Feldstein gemauert. Sie steht inmitten eines mit einer Feldsteinmauer begrenzten Kirchhofes. Die Wände sind durch vier schmale Rundbogenfenster im Osten und Süden und einem rundbogigen Südportal gegliedert. Die westlichen, durch Stichbogenfenster und das Westportal gegliederten Wände, sind in Backstein gemauert. Im Chorgiebel ist ein Kreuz eingelassen. Das Gebäude wurde in der zweiten Hälfte des 18. Jahrhunderts umfassend saniert. Auf dem Friedhof befinden sich einige Gräber der letzten Gutsbesitzerfamilie von Gundlach und derer Verwandten. Neben dem Grab des vorletzten Gutsherrn und Bauherrn des neuen Gutshauses Leizen Hans von Gundlach und dem roten Grabstein für dessen Ehefrau Helene, geborene Freifrau von Meerheimb, ist auch das Grab des 1925 in Berlin verstorbenen Sohnes Traugott von Gundlach dort. Sein älterer Bruder Jobst starb als Leutnant 1917.

## Turm
Der verbretterte Dachturm aus Holz von der zweiten Hälfte des 18. Jahrhunderts, wurde mit einem sehr spitzen Helm bekrönt. Der Turm trägt das Wappen derer von Gundlach, er wurde in den 1990er Jahren erneuert.

## Ausstattung

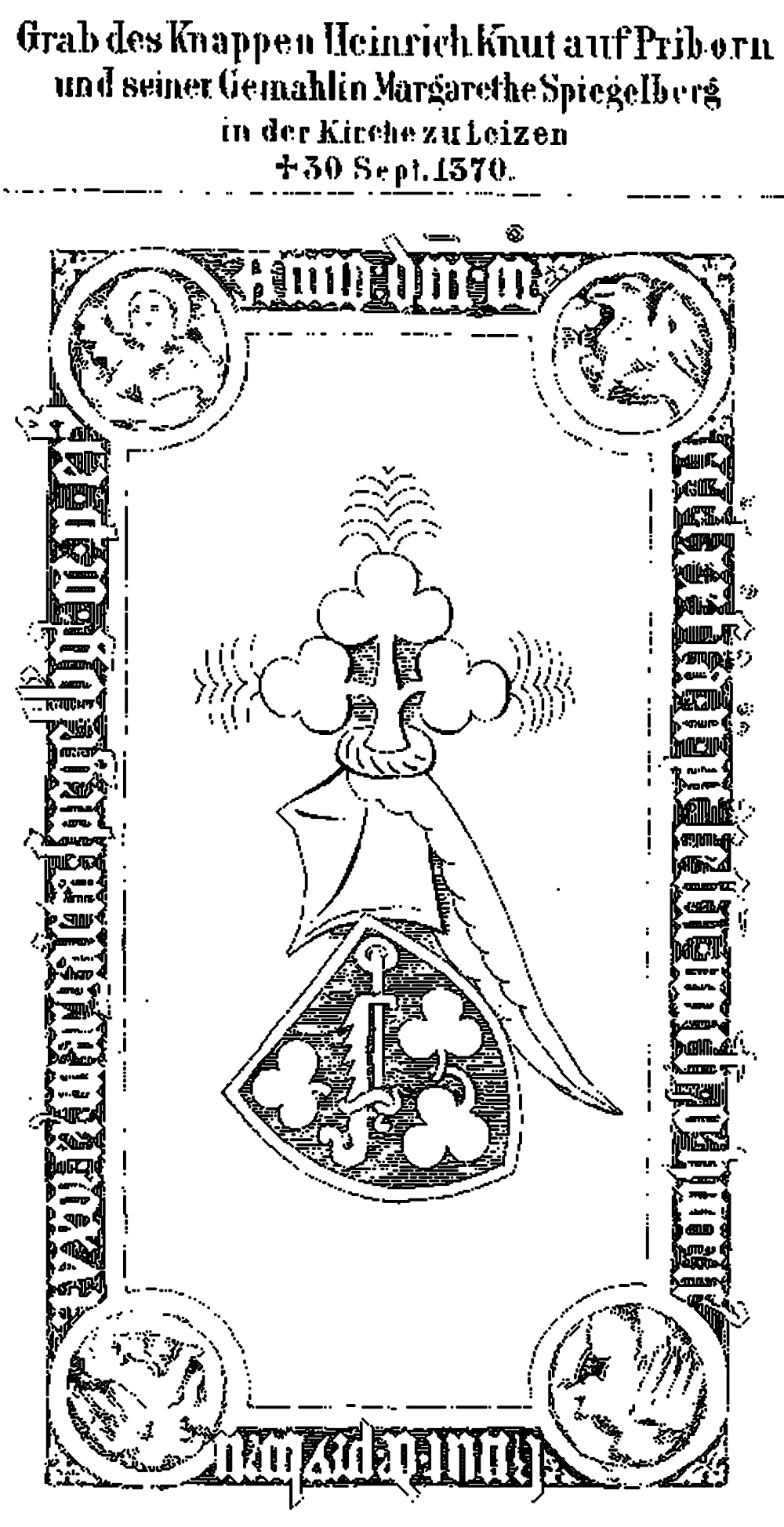
Grabplatte des Heinrich Knut, 1370

- Der spätgotische Schnitzaltar ist eine Arbeit vom Anfang des 16. Jahrhunderts. Er ist ein Triptychon, mit der Darstellung der Krönung Mariens im Mittelteil. Ansonsten sind Apostel und Heilige dargestellt. Im Altarblock befindet sich ein Sakramentsschrank, der zur Aufbewahrung der Abendmahlsgerätschaften genutzt wurde, es sind noch Reste der Originalfassung erkennbar.
- Die Kanzel wurde zum Ende des 18. Jahrhunderts eingebaut; aus derselben Zeit stammen die Altarschranken und der Pastorenstuhl.
- Die Grabplatte der Familie von Knuth von 1370 war ursprünglich in den Fußboden eingelassen. Sie trägt das Wappen der Familie. Um sie vor weiterer Abnutzung zu schützen, wurde sie 1994 neben dem Altar angebracht.

## Glocken
Ursprünglich existierte wohl statt des Dachturmes ein Kirchturm, in dem zwei Glocken von 1527 und 1711 hingen. Auf Anweisung des Patrons Max Ludwig von Gundlach (1815–1886) wurden sie 1860 von Carl Illies aus Waren umgegossen.